# Gerrit Piek (beeldhouwer)

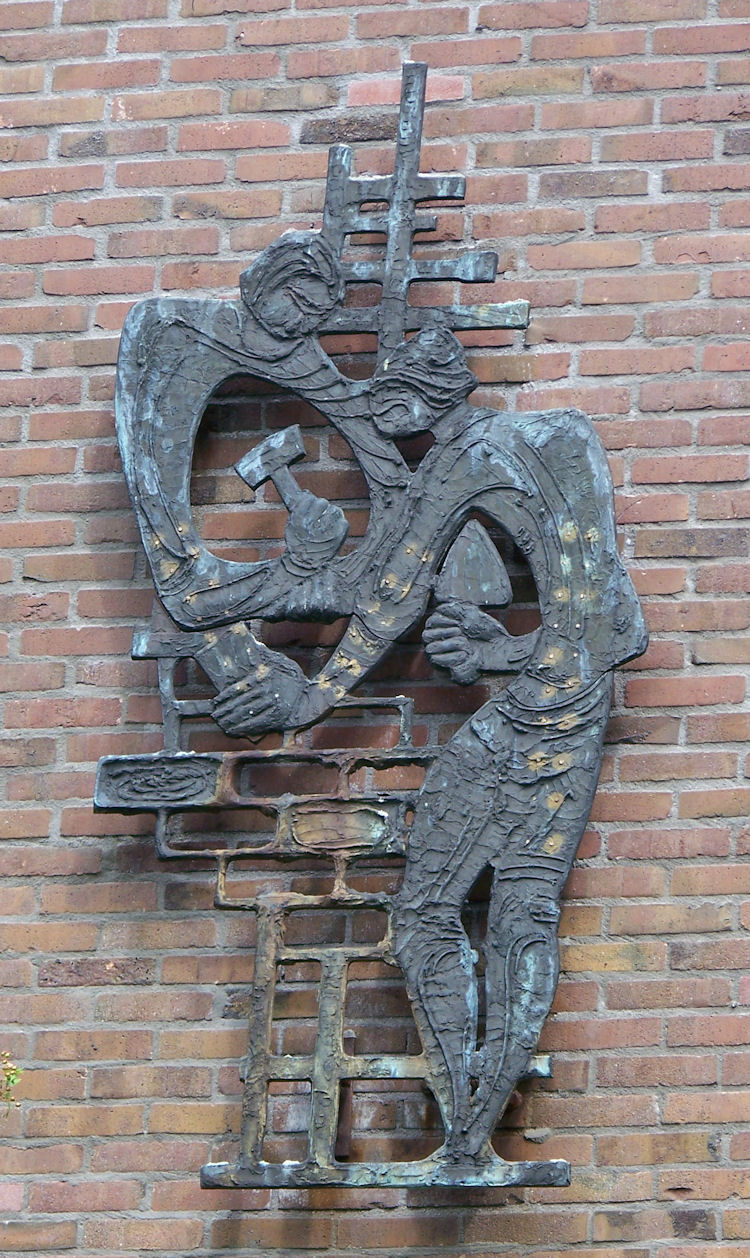
Sculptuur aan de Wilgenlaan (1968) in Groningen

Gerrit Piek (Groningen, 29 oktober 1911 - aldaar, 1 oktober 1981) was een Nederlands beeldhouwer.

## Leven en werk
Piek werd geboren in Groningen als zoon van de voerman Willem Piek en Grietje Rienks. Hij studeerde van 1945 tot 1956 aan de Academie Minerva in zijn geboorteplaats. Hij kreeg zijn eerste groepstentoonstelling in 1952 en zijn eerste solo-expositie in 1953 in Galerie de Mangelgang in Groningen. Vanaf 1955 exposeerde hij jaarlijks met kunstenaarsvereniging De Ploeg in de zalen van Genootschap Pictura.
De Hoogezandster kunstenaar Nico Bulder maakte in 1962 ontwerp voor een beeld van een boeg in zijn woonplaats. Omdat hij voortijdig overleed, werd het werk uitgevoerd door Piek. De Boeg werd in 1970 onthuld. Naast zijn werk als kunstenaar gaf Piek les in beeldhouwen.

## Werken (selectie)
- 1959 Gedenkteken M.H. Lutter op begraafplaats Esserveld, Groningen[2]
- 1960 Gedenkteken voor mevrouw N. Ozinga-Veerman, Leens
- 1965 Vissen, aan de Elzenlaan in Groningen
- 1968 zonder titel (bouwlieden) aan de Wilgenlaan in Groningen
- 1969 Viskenije in Baflo
- 1971 Op de fiets, bij de Klaas de Vriesschool in Appingedam
- 1974 De drie Delfzijlen, houtsnijwerk op de toegangsdeuren van het gemaal De Drie Delfzijlen
- 1978 Scheepsjager aan de Noorderstraat/Borgercompagnie in Sappemeer

## Galerij

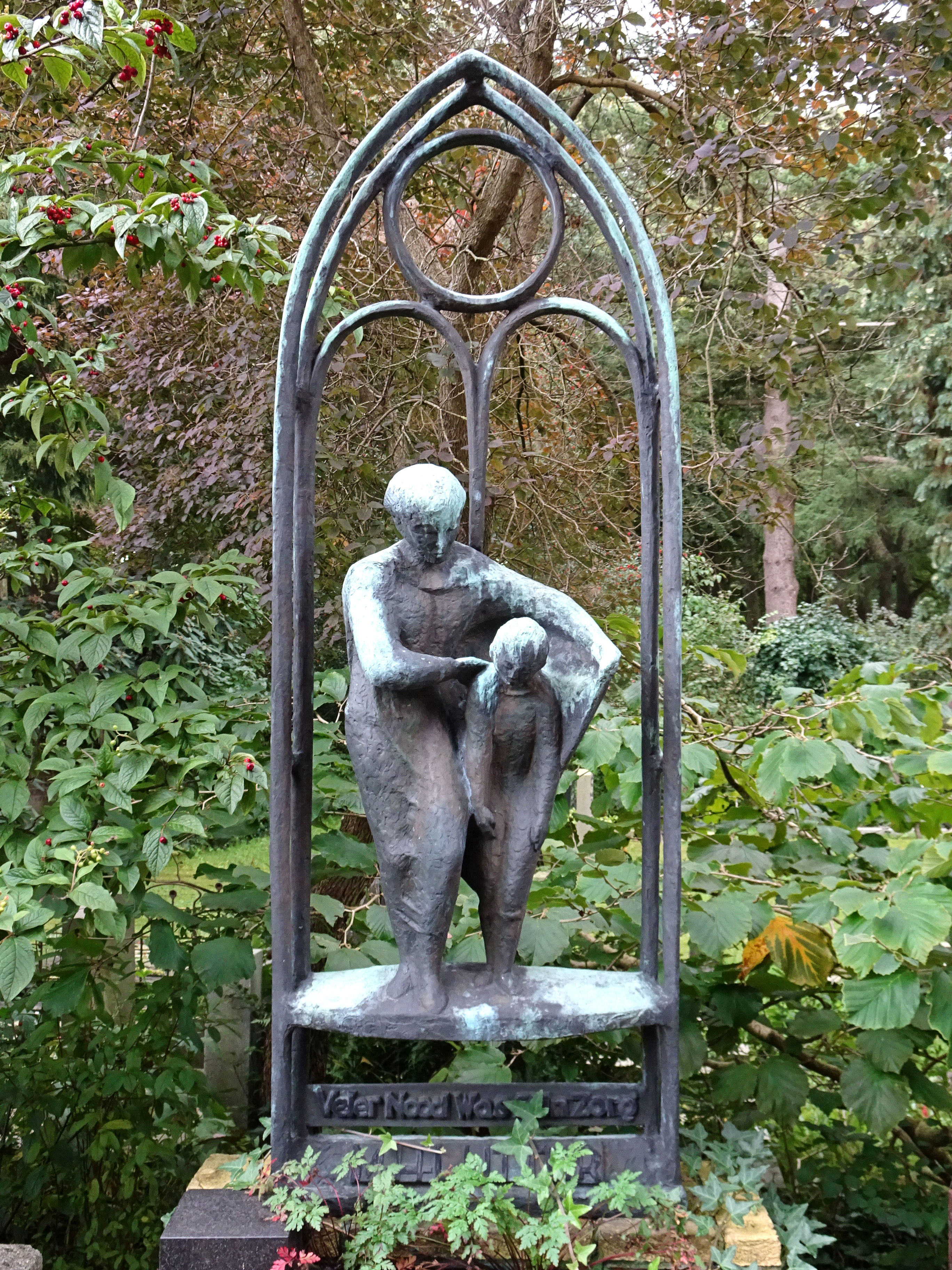
Gedenkteken Menno Lutter (1959)
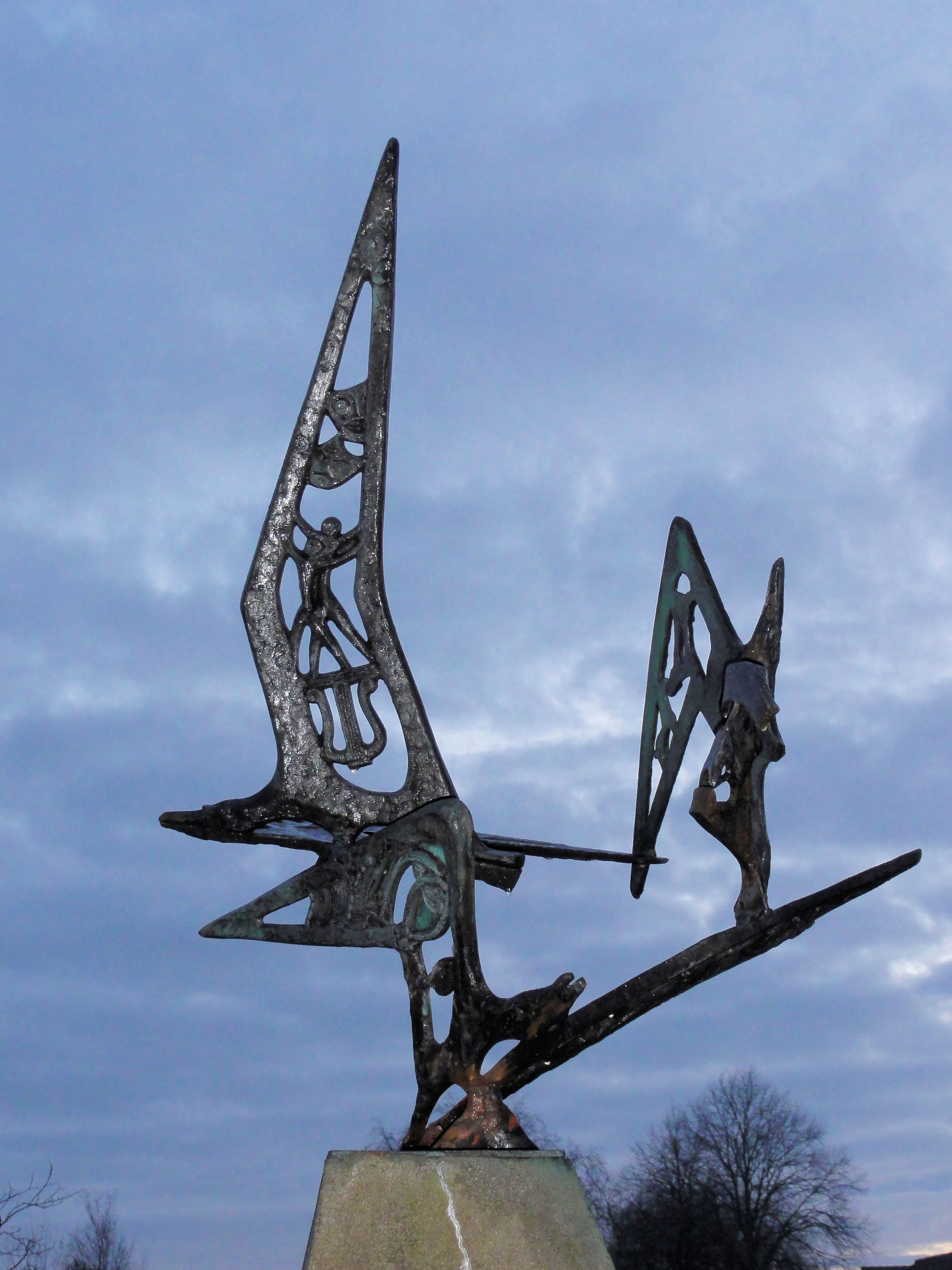
Gedenkteken voor mevr. Ozinga (1960)
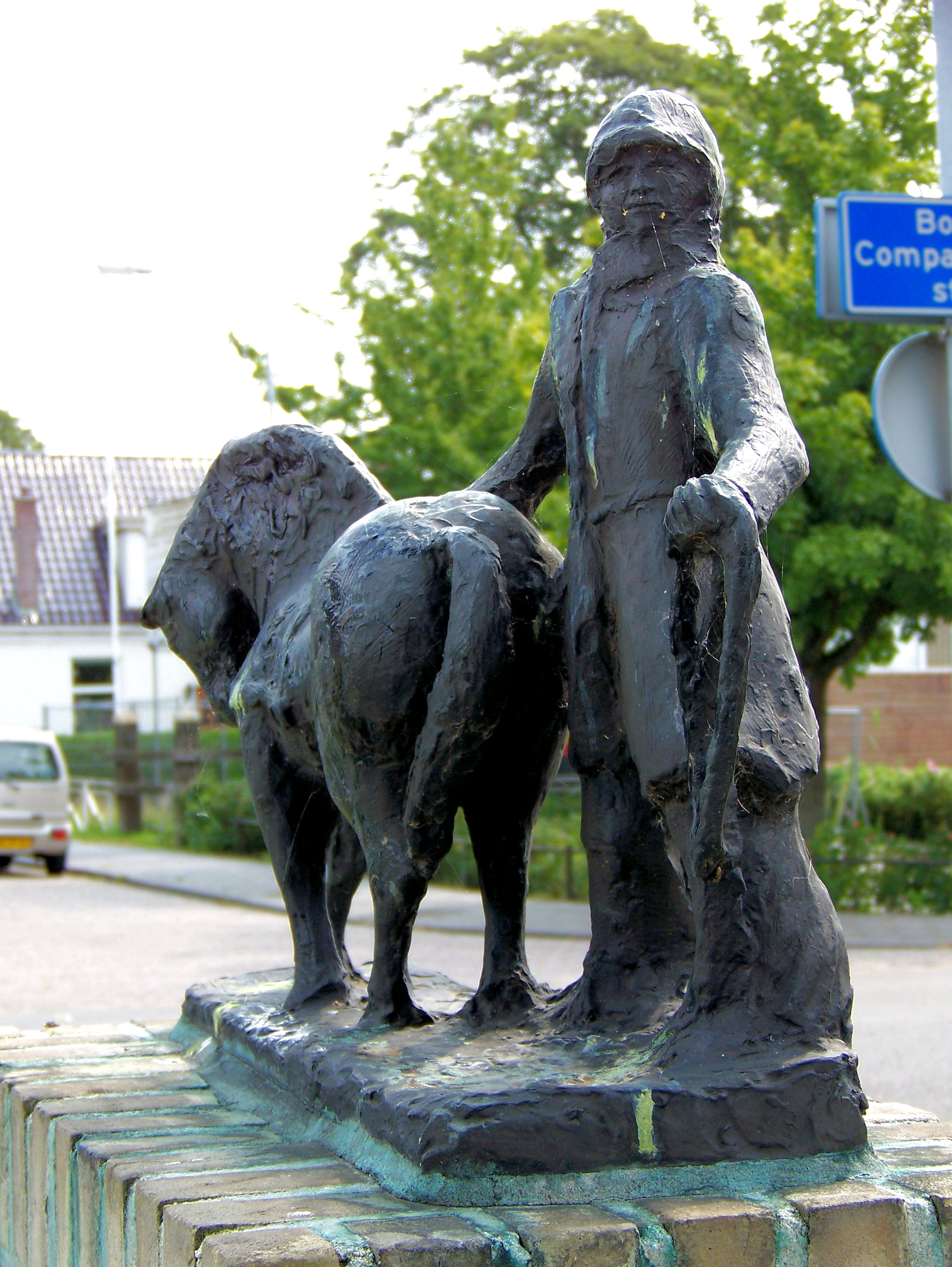
Scheepsjager (1978)

- Biografisch Portaal: 74152233
- RKD-Nederlands Instituut voor Kunstgeschiedenis: 63359